# Skrypica
Skrypica (ukr. Скрипи́ця) – wieś na Ukrainie w rejonie kowelskim, w obwodzie wołyńskim. W II Rzeczypospolitej miejscowość wchodziła w skład gminy wiejskiej Hołowno w powiecie lubomelskim województwa wołyńskiego.
Do 2020 w rejonie lubomelskim.